# Xenia (motivo)

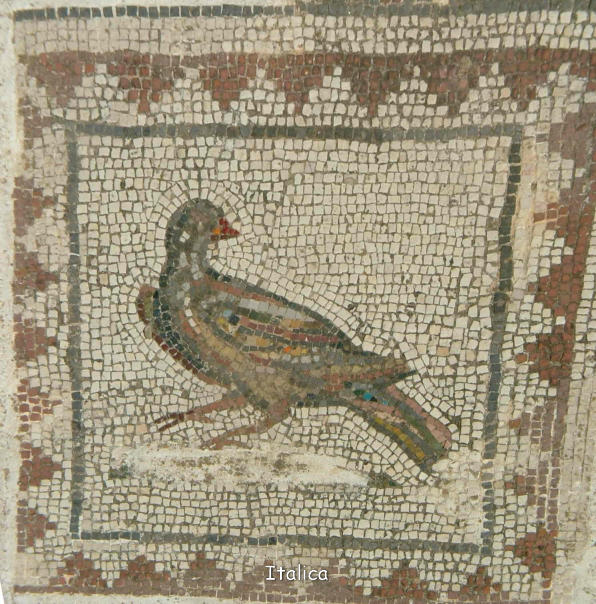
Detalle del Mosaico de los Pájaros de Itálica (Andalucía, España);

El motivo de la xenia utilizado con frecuencia en los mosaicos romanos, consistía en naturalezas muertas que agrupaban varios elementos, en su mayoría comestibles, que venía a representar la ofrenda generosa del anfitrión hacia sus invitados. Su origen se remonta a las pinturas helenísticas, en donde se inspiraron los maestros musivarios romanos.
Los elementos típicos del motivo de la xenia incluían diferentes animales de caza, incluso colgando de ganchos, peces, cestas de fruta (a menudo volcadas), verduras, legumbres y similares. Vitruvio enumera específicamente "las aves de corral, huevos, verduras y otros productos del campo".
Los motivos de xenia se encuentran tanto en domus urbanas como en villae rurales, típicamente en las salas de recepción u otras estancias de prestigio como los triclinia o los oeci.
La palabra griega xenia, viene de la institución de la xenia, la hospitalidad, que ya para los antiguos griegos de la Edad Oscura, representaba que cada uno se sintiera seguro en otras tierras diferentes a las suyas, sin riesgos de verse sometido a ningún tipo de dependencia. En latín, llegó a significar los regalos que se ofrecían a los invitados
La palabra xenia es griega y significa "hospitalidad"; en latín, llegó a significar 'regalos para los invitados', y más tarde identificaba a los propios regalos, en general. También se llegó a incluir en una clase de inscripción epigramática que se adjuntaba a los obsequios, los epigramas de xenia.